# Marche de la Garde consulaire à Marengo

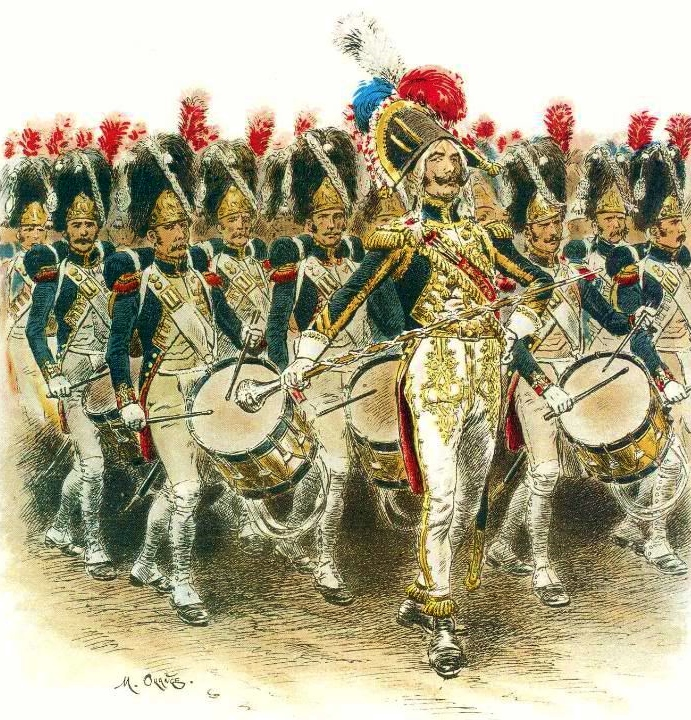
Hudba francouzských pěších granátníků

Marche de la Garde consulaire à Marengo (česky Pochod Konzulární gardy do Marenga) je francouzská vojenská pochodová skladba z roku 1800.

## Vznik skladby
Skladbu složil armádní skladatel Guillardel, vedoucí hudby pěších granátníků francouzské Konzulární gardy. Pochod byl pravděpodobně poprvé předveden během bitvy u Marenga v roce 1800. Podle Konzulární gardy, která se bitvy účastnila, byl i pojmenován. Konzulární garda, předchůdce Císařské gardy, byla vytvořena v roce 1799, aby zajistila ochranu francouzských konzulů a poté prvního konzula Napoleona Bonaparta. Jako ochranná jednotka byla do bojů v napoleonských válkách nasazena jen výjimečně. Tak se stalo 14. června 1800 během bitvy u Marengo, když nepoměr sil přiměl Napoleona nasadit gardu do přímého boje. V počtu 800 mužů proti několika tisícům rakouských vojáků se jednotka udržela bránit po dobu pěti hodin, čímž poskytla čas armádě generála Louise-Charlese-Antoina Desaixe dorazit na bitevní pole.

## Užívání
Poté, co byla během prvního Francouzského císařství zrušena hymna Marseillaisa, sloužila po boku hlavní hymny Chant du départ a písně Veillons au salut de l'Empire jako pochodová státní hymna. Skladbu dnes užívá francouzská armáda, je tradičně součástí vojenské přehlídky 14. července. Je také hlavním pochodem Republikánské gardy francouzského četnictva. Od roku 1962 se hudba skladby používá jako součást Modlitby výsadkářů na francouzské vojenské akademii École militaire interarmes v Morbihanu. Skladbu poté převzali i výsadkáři v Brazílii.